# Goodbye Julia
Goodbye Julia (Arabisch: وداعاً جوليا; Wadāʻan Jūlyā) is een Soedanese dramafilm uit 2023, geschreven en geregisseerd door Mohamed Kordofani. Het is Kordofani's eerste speelfilm en de eerste film uit Soedan die ooit werd vertoond in de Un certain regard-sectie van het filmfestival van Cannes.
Goodbye Julia werd door het Soedanese Nationale Comité, dat in ballingschap opereerde, geselecteerd om mee te doen voor de titel van beste internationale speelfilm op de 96ste Oscaruitreiking, maar werd later niet op de shortlist opgenomen.

## Verhaal
Goodbye Julia vertelt het verhaal van twee vrouwen die de gecompliceerde relaties en verschillen tussen de Noord- en Zuid-Soedanese gemeenschappen vertegenwoordigen. Het verhaal speelt zich af in Khartoem tijdens de laatste jaren van Soedan als verenigd land, kort voor de afscheiding van Zuid-Soedan in 2011. Mona, een moslima en voormalige populaire zangeres uit het noorden, die samenwoont met haar man Akram, probeert haar schuldgevoelens voor het veroorzaken van de dood van een man uit het zuiden te verzachten door zijn nietsvermoedende weduwe Julia, een christen, als dienstmeisje in dienst te nemen.

## Rolverdeling
- Eiman Yousif als Mona
- Siran Riak als Julia
- Nazar Gomaa als Akram
- Ger Duany als Majier

## Achtergrond
De Soedanese filmmaker Mohamed Kordofani woont in Bahrein en werkte vele jaren als luchtvaartingenieur voordat hij aan een carrière begon als grotendeels autodidactische filmmaker. Voor zijn eerste korte film Gone for Gold uit 2015 werd hij onderscheiden als beste regisseur met de Soedanese Taharqa International Award for Arts. Zijn tweede korte film, Nyerkuk (2016), ontving verschillende onderscheidingen, waaronder de Network of Alternative Arab Screens (NAAS) Award op het Carthage Film Festival, de Jury Award op het Oran International Arabic Film Festival en de Black Elephant Award. van het Sudan Independent Film Festival.
Naast andere projectontwikkelingssubsidies ontving de film steun van het in Beiroet gevestigde Arab Fund for Arts and Culture (AFAC), het El Gouna Film Festival in Egypte, het Zweedse Malmö Arab Film Festival en het Rode Zee Fonds in Saoedi-Arabië.

De hoofdrollen werden gespeeld door de Soedanese zangeres en actrice Eiman Yousif en Siran Riak, een voormalige Miss Zuid-Soedan en fotomodel geboren in het huidige Zuid-Soedan, die nog nooit eerder in een film speelde. In een commentaar op de sociale context van zijn film zei Kordofani:
"Het racisme dat decennialang werd beoefend door de meeste Noord-Arabieren, de regering en het volk, was een belangrijke reden voor de zuiderlingen om zich af te scheiden. Ik beschouw Goodbye Julia als een oproep tot verzoening en als een schijnwerper op de sociale dynamiek die heeft geleid tot de scheiding van het Zuiden."
De film werd geproduceerd door de in Dubai geboren en woonachtige Soedanese filmregisseur en scenarioschrijver Amjad Abu Alala, wiens dramafilm You Will Die at Twenty uit 2019 de Lion of the Future Award voor beste debuutfilm won op het Filmfestival van Venetië en ook de Gouden Ster voor de beste verhalende film op het El Gouna Film Festival. Bovendien was deze film de allereerste inzending van Soedan voor de Academy Awards. Goodbye Julia werd ook gecoproduceerd door een aantal Soedanese, Egyptische, Duitse, Franse, Zweedse en Saoedi-Arabische filmproductiebedrijven.
Als gevolg van uitdagende politieke omstandigheden en een gebrek aan infrastructuur voor cinematografie duurden de opnames van de scènes 40 dagen, van 6 november tot 15 december 2022. De muziekscore van de Soedanese muzikant Mazin Hamid werd opgenomen tijdens de burgerprotesten in Khartoem. Ze bevat muziek uit Soedan die verwijst naar beide gemeenschappen, zoals een lied van de noordelijke songwriter Sayed Khalifa en van een koor in een zuidelijke christelijke kerk.
In een interview met het NPR-netwerk vertelde Kordofani over zijn persoonlijke ervaring als Noord-Soedanees met de discriminatie jegens zuiderlingen, zijn schuldgevoel en motivatie om deze film te maken vlak voor het uitbreken van het verwoestende militaire conflict dat begon op 15 april 2023:
Natuurlijk zal ik te maken krijgen met veel ontberingen en kritiek en controverse zodra de film wordt vertoond, omdat niet veel mensen het leuk zullen vinden hoe de noorderlingen in de film worden geportretteerd. [...] Niemand in de film wordt afgeschilderd als helemaal goed of helemaal slecht, omdat ik begrijp dat zelfs de noorderlingen het slachtoffer zijn van hun samenlevingen en hun gemeenschappen en de waarden die van generatie op generatie aan hen zijn doorgegeven. Ik kan me dus inleven in alle personages in de film. Toch kan ik aangeven waar ik denk dat het probleem ligt.— Mohamed Kordofani, Soedanese regisseur

## Internationale release
Goodbye Julia ging op 20 mei 2023 in première voor een publiek van 1000 toeschouwers in de Un certain regard-sectie van het filmfestival van Cannes 2023 . De vertoning en de daaropvolgende Q&A na de première met de cast en crew, inclusief commentaar op het aanhoudende conflict in Soedan in 2023, kregen staande ovaties. Verder was Goodbye Julia ook te zien op meer dan 30 internationale filmfestivals, waaronder het BFI London Film Festival, Karlovy Vary, Melbourne, Chicago, Warschau, Hamburg en het Montreal International Black Film Festival.
In september 2023 werd Goodbye Julia genomineerd als Soedans kandidaat voor Oscar voor beste internationale film bij de 96 Academy Awards. Deze nominatie kreeg de steun van Black Panther-actrice Lupita Nyong'o als uitvoerend producent. 
Op 25 oktober 2023 werd Goodbye Julia commercieel gelanceerd in twintig Egyptische bioscopen, waarbij in de eerste twee weken een recordaantal kassatickets voor buitenlandse films in Egypte werd verkocht. Vanaf 8 november werd de film vertoond in Parijs en meer dan twintig andere steden in Frankrijk, en op 7 december werd de film getoond in bioscopen in de Golfstaten en Saoedi-Arabië. In april 2024 ging de film in première in Kenia als onderdeel van Aflam-Sudan, een vertoning van Soedanese films gedurende een week, gepresenteerd door Unseen Nairobi. Dezelfde maand ontving Goodbye Julia zijn Jordaanse première in Amman als onderdeel van de Women's Film Week van de Royal Film Commission.

## Kritische ontvangst

### Internationale ontvangst
Goodbye Julia ontving overweldigend positieve kritische reacties. Op Rotten Tomatoes kreeg de film 100% op basis van 18 recensies van internationale filmcritici.
Recensies van de première waren eveneens positief en benadrukten de dramatische verhalen van de film over persoonlijke relaties tegen een bredere sociale en historische achtergrond. Filmcriticus Fabien Lemercier schreef voor het Cineuropa-portaal: "Mohamed Kordofani biedt prachtige momentopnames, overzichten en uitleg van alle nuances van de acute Soedanese situatie van die tijd. [...] Het levert een film op van onberispelijke kwaliteit, die de geboorte kenmerkt van een ongelooflijk veelbelovende filmmaker en de bevestiging van de opkomst van een zevende kunst in Soedan."
Op soortgelijke wijze schreef The Hollywood Reporter:
Goodbye Julia brengt Soedanese kwesties tot leven voor het publiek. Kordofani's fijne regie balanceert de verschillende modi van de film: het is een drama, met tinten van een thriller en een gevoel voor zijn eigen politiek. Met zijn klassieke, toegankelijke stijl zal Goodbye Julia zeker meer steun krijgen voor de cinema van Soedan, een land vol verhalen die verteld moeten worden over het verleden en het heden.— Lovia Gyarkye
In haar recensie voor het tijdschrift Variety merkte Jessica Kiang op over de sociale achtergrond van het verhaal, het verschil tussen de hoofdpersonen en de fotografische kwaliteit:
Kordofani, die het verhaal vertelt van een beladen vriendschap tussen twee heel verschillende vrouwen, zorgt ervoor dat het politieke nooit het persoonlijke overweldigt. [...] Beide vrouwen worden even mooi geportretteerd door de warme, close-uprijke fotografie van Pierre de Villiers, maar Julia blijft de minder goed ontwikkelde. Aan de andere kant, ondanks haar relatieve armoede en het feit dat ze aan de scherpe kant staat van elk -isme (colorisme, racisme, seksisme, etnocentrisme) dat Khartoem op dit moment teistert, heeft Julia vanaf het begin de vrijere geest; het is Mona die het meest behoefte heeft aan verandering.— Jessica Kiang
Shereen Sherief schreef voor BBC News en prees eveneens zowel het scenario als de fotografie van de film en gaf speciale aandacht aan de soundtrack, evenals aan de twee belangrijkste actrices, die "de diepgewortelde spanningen en verdeeldheid onderzoeken die resulteerden in de splitsing van Soedan."
Wat Goodbye Julia echt opmerkelijk maakt, is het niveau van artisticiteit dat in de hele film wordt getoond. Het is verbazingwekkend om te bedenken dat dit het regiedebuut van Mohammed Kordofani is, vooral gezien zijn gebrek aan formele opleiding in cinema. De hoge normen van vakmanschap zijn duidelijk zichtbaar in elk frame, van de visueel verbluffende cinematografie tot de genuanceerde uitvoeringen van de cast.— Shereen Sherief, BBC News
In mei 2024 ontving Goodbye Julia de Prix Jean Renoir des lycéens, uitgesproken door een nationale jury van middelbare scholen en gesponsord door het Franse Ministerie van Onderwijs. Hierna zal de film tijdens het academisch jaar 2024/2025 het onderwerp zijn van filmstudies voor meer dan 400.000 studenten in Frankrijk.

### Ontvangst in Arabische media
Goodbye Julia werd door de Critics Awards for Arab Films in verschillende categorieën genomineerd als beste Arabische film van 2023. Deze onderscheidingen worden beheerd door het Arab Cinema Centre in Caïro en worden toegekend door 209 critici uit 72 landen, en de winnaars zullen naar verwachting worden bekendgemaakt op het filmfestival van Cannes op 18 mei 2024.
In Caïro prees Wael Khairy, redacteur van de website SceneNow, de boodschap van de film over het racisme waarmee zuiderlingen in hun dagelijks leven worden geconfronteerd. Desondanks schreef hij ook: "De openingsscènes in Khartoum worden gefilmd met de spanning van een tikkende tijdbom, maar als het tweede en derde bedrijf nadert, struikelt het en betreedt het bekend terrein."
In hun recensie van december 2023 van de 10 beste Arabische films van het jaar plaatste Al Jazeera Goodbye Julia op de eerste plaats. In de recensie werden de verhaallijn, de complexe hoofdpersonages, de muziekscore en vooral het script en de regie van Kordofani geprezen.
Een recensie uit januari 2024 in het Soedanese onlinemagazine Andariya benadrukte de genderspecifieke aspecten van de film. Zo werd de nadruk gelegd op "de zeldzame en kostbare stem die laat zien hoe de pijn van het patriarchaat de levens van vrouwen in handen krijgt." Onder verwijzing naar Mona's opmerking in de film: "De meeste mannen zijn egoïstisch en met een hart van steen.", concludeerde de recensie:
Kordofani heeft de karakters van alle mannen, behalve de welwillende oudere fotograaf, geschilderd als mensen die geweld plegen of op weg zijn naar geweld. Ze gaan ongebreideld tekeer en vormen dodelijke bendes op straat, steken de hutten van arme mensen in brand, zetten vrouwen uit en duwen ze achter in hun auto's om ze gevangen te zetten. Op een of ander moment eindigen de meeste mannelijke personages met een wapen in hun hand, klaar om een misdaad te plegen.— Mina Cherradi, bespreking van Goodbye Julia voor Andariya magazine

## Prijzen en onderscheidingen
| Prijs                                          | Datum van ceremonie | Categorie                                                              | Resultaat |
| ---------------------------------------------- | ------------------- | ---------------------------------------------------------------------- | --------- |
| Filmfestival van Cannes                        | 27 mei 2023         | Prix de la Liberté (Vrijheidsprijs)                                    | Gewonnen  |
| Internationaal filmfestival van Chicago        | 20 oktober 2023     | Roger Ebert-prijs                                                      | Gewonnen  |
| Internationaal filmfestival van Leeds          | 19 november 2023    | Publieksprijs voor fictiefilm                                          | Gewonnen  |
| El Gouna-filmfestival                          | 23 december 2023    | Cinema for Humanity Publieksprijs                                      | Gewonnen  |
| Ministerie van Nationaal Onderwijs (Frankrijk) | 9 mei 2024          | Prix Jean Renoir des Lycéens                                           | Gewonnen  |
| Arabisch bioscoopcentrum (Egypte)              | 18 mei 2024         | Critics Awards voor Arabische films: beste speelfilm en beste scenario | Gewonnen  |